# Kadmium-nitrát
A kadmium-nitrát összefoglaló neve az összes {\displaystyle {\ce {Cd(NO3)2.{\mathit {x}}H2O}}} képletbe tartozó szervetlen vegyületnek. A kristályvíz nélküli formája illékony, a többi só. Mindegyik színtelen, kristályos szilárd anyag, amelyek megkötik a levegő víztartalmát (higroszkóposak) és elfolyósodnak. A kadmiumvegyületek meglehetősen karcinogének.

## Felhasználása
A kadmium-nitrátot üveg és porcelán színezésére használják, valamint villanóporként a fényképezésben.

## Előállítása
A kadmium-nitrátot kadmiumnak, oxidjának, hidroxidjának vagy karbonátjának salétromsavban való oldásával, majd azt követő kristályosítással állítják elő:
CdO + 2HNO3 → Cd(NO3)2 + H2O
CdCO3 + 2 HNO3 → Cd(NO3)2 + CO2 + H2O
Cd + 4 HNO3 → 2 NO2 + 2 H2O + Cd(NO3)2

## Reakciói
A kadmium-nitrát magas hőmérsékleten kadmium-oxidot és nitrogén-oxidokat eredményez. Ha kadmium-nitrát savas oldatán kén-hidrogént vezetünk át, sárga kadmium-szulfid képződik; a reakciót forralás közben végezve a szulfid vörös változata keletkezik. 
Nátrium-hidroxid oldat hatására a kadmium-oxidból kadmium-hidroxid csapadék keletkezik. Számos oldhatatlan kadmiumsó hasonló kicsapódási reakciókkal jön létre.

## Fordítás
Ez a szócikk részben vagy egészben  a   Cadmium nitrate című angol Wikipédia-szócikk ezen változatának fordításán alapul.  Az eredeti cikk szerkesztőit annak laptörténete sorolja fel. Ez a jelzés csupán a megfogalmazás eredetét és a szerzői jogokat jelzi, nem szolgál a cikkben szereplő információk forrásmegjelöléseként.